# Mikulice (województwo wielkopolskie)
Mikulice – wieś w Polsce położona w województwie wielkopolskim, w powiecie tureckim, w gminie Dobra.
Wieś położona jest około 3 kilometry na północny zachód od Dobrej, na północ od drogi krajowej nr 83 (Konin-Sieradz).

## Historia
Pierwsza wzmianka o Mikulicach pojawia się w 1390 roku. W dwa lata późniejszym dokumencie wymieniany jest Nałęcz z Mikulic. Wpis w kaliskiej księdze ziemskiej z 1506 roku mówi o Annie, żonie Jana z Mikulic. W konińskiej księdze z 1622 roku czytamy o Barbarze Potockiej, córce Bartłomieja Potockiego z Mikulic, która winna był synowi swojemu Olbrachtowi Giżyckiemu 700 dukatów. Na przełomie XVII i XVIII wieku, jako właściciele Mikulic na przemian wymieniani są Potoccy i Pstrokońscy. Wzięło się to stąd, że oba rody skoligaciły się ze sobą. Dowodzi tego dokument z 1665 roku mówiący, że ksiądz Mikołaj Wolański paroch (pleban) turkowski skwitował Marię Potocką, wdowę po Mikołaju z Burzenina Pstrokońskim z dziesięciny snopkowej ze wsi Mikulice, będącej jej dziedzictwem. W początkach XIX wieku właścicielami mikulickich dóbr ziemskich byli Skórzewscy. Składały się one z folwarków: Mikulice, Orzepów, Stefanów, osady młynarskiej Jabłonka (dzisiaj jest tam zbiornik retencyjny w Żeronicach) oraz wsi Mikulice, Wola Kowalska i Orzepów. Majątek zajmował powierzchnię 1647 mórg. Czyli 992 hektary. W końcu XIX wieku majątek nabyli Dzierżawscy. W XIX wieku na terenie wsi uruchomiono gorzelnię. W latach 20. XX wieku ich właścicielem był Sławomir Dzierżawski, który gospodarował na 612 ha. Jego matka Zofia Dzierżawska zasłynęła swoją wrażliwością na ludzka krzywdę i głęboką wiarą. Ufundowała lub samodzielnie wykonała szereg rzeczy stanowiących wyposażenie kościoła. Prowadziła również ochronkę, czyli świetlicę z posiłkami dla dzieci z ubogich rodzin. Jej drugi syn Aleksander był znanym politykiem Związku Ludowo-Narodowego. Po pierwszej wojnie światowej budował polską administrację. W 1920 roku został starostą tureckim, a dwa lata później posłem na sejm. Od Dzierżawskich, majątek kilka lat przed II wojną światową nabyli Murzynowscy. Mikulice zasłynęły również klubem sportowym "Sparta", będącym jednym z pierwszych powstałych na terenie powiatu tureckiego. Po wojnie majątek został rozparcelowany, a dwór zamieniono na szkołę podstawową. W latach 90. XX wieku zlikwidowano ją z powodu małej liczby dzieci. Teraz jest tam kilka lokali mieszkalnych. W latach 70. XX wieku mikulicki majątek starano się scalić w ramach spółdzielni produkcyjnej, jednak twór ten upadł z przyczyn ekonomicznych.

## Dworek
W miejscowości stoi parterowy dworek murowany z poddaszem i ryzalitami w osi. Zbudowany został w stylu klasycystycznym w połowie XIX wieku. Przy narożniku od strony wschodniej dobudowano nowe skrzydło. Od południa fasadę zdobi półkolisty ganek z balkonem wspartym na kolumnach, a od ogrodu mieści się taras. Budynek kryty jest dachem naczółkowym. Dwutraktowe wnętrzne z sienią w osi posiada częściowo zachowaną stolarkę z okresu budowy.